# Elvira Fölzer
Elvira Louiza Helene Fölzer, née le 26 juillet 1868 à Hambourg-Wandsbek (de) et morte après 1928, est une archéologue classique allemande.
Avec une thèse sur les vases de la Grèce antique, elle est la première femme à obtenir un doctorat à l'Université de Bonn. Comme chercheuse au Musée rhénan de Trèves, elle a enquêté sur les origines de la céramique sigillée de la ville.

## Biographie
Elle est la fille cadette d'un marchand juif, Ferdinand Heinrich Fölzer (1822-1893), consul d'Allemagne à Porto Alegre au Brésil, et de son épouse Ricarda (née Bormann-da Maja), avec qui il s'est marié en 1853. En 1867, la famille déménagent à Hambourg-Marienthal (de).
Après ses études à Wandsbeck, Elvira Fölzer s'inscrit en 1899 au lycée de Innere Neustadt (Dresden) (de). Elle étudie ensuite l'archéologie, la philologie classique et l'histoire de la culture aux universités de Leipzig (1899-1901), de Fribourg (1901-200) et de Bonn (1902-1905).
Par deux fois, elle sollicite une bourse de l'Institut archéologique allemand pour pouvoir continuer à travailler sur des vases grecs, mais elle ne reçoit que des refus en raison de son âge. À l’achèvement de ses études, elle a en effet 38 ans. Durant l’été 1906, elle se voit proposer un emploi de chercheuse au musée rhénan de Trèves. Elle écrit alors de nombreux articles sur les sites romains de la ville et de ses environs, telles sur les fouilles de Roden (Sarre) (1907), sur une statue de Mars à Trèves (1908), sur l'amphithéâtre de Trèves (1909) et sur une statue d'Athéna à Neumagen (1910). En particulier, à partir de 1908, elle travaille sur les origines et le développement de la céramique sigillée locale. Lors de sa publication en 1913, une attention particulière est portée à son travail Die Bilderschüsseln der ostgallischen Sigillata-Manufakturen: Römische Keramik à Trèves (Bols décorés des manufactures se céramique sigillée de Gaule : poterie romaine à Trèves).
Malgré le succès de son livre, bien qu'elle ait postulé à deux reprises pour un poste à la de direction du musée de Trèves (1911 et 1918), un homme est choisi à sa place. En raison de difficulté financière, elle se résout à quitter le musée de Trèves le 30 mars 1917. À Francfort, elle rédige le deuxième volume de son travail sur la céramique sigillée qui n'a toujours pas été publié.
Sa trace se perd durant plusieurs années. En 1927, elle est enregistrée comme tutrice privée à Berlin. Aucune information n'est ensuite parvenue si ce n'est qu'en 1938, en tant que Juive, son nom a été retiré de la liste des membres de l'Institut allemand d'archéologie.